# Rifugio Antonio Giuriolo
Il rifugio Antonio Giuriolo, comunemente indicato come Rifugio Campogrosso, è situato presso il passo di Campogrosso, nel cuore delle Piccole Dolomiti, nelle Prealpi vicentine. È dedicato all'eroe della Resistenza vicentina Antonio Giuriolo, dopo che in precedenza era stato intitolato al fisico e geologo scledense Olinto De Pretto. Il rifugio è collocato a 1457 metri di altitudine.

## Caratteristiche e informazioni
È un rifugio privato, provvisto di 50 posti letto, che fornisce anche servizio di bar e cucina. È aperto tutto l'anno, anche se la strada che permette l'accesso dal comune di Recoaro Terme rimane chiusa dalla località la Guardia, dalla prima nevicata fino a primavera (generalmente marzo-aprile). La strada delle Sette fontane, che collega il rifugio al comune di Vallarsa è interdetta al transito di veicoli a motore, salvo per possidenti di appositi permessi.
Di fronte al rifugio è situato un centro polifunzionale dedicato all'alpinista recoarese Gino Soldà, che ospita numerose iniziative culturali di carattere alpinistico.
Durante l'estate il rifugio offre una serie di eventi, a partire dalla metà di giugno fino alla metà di settembre. Suggestiva è la camminata in sere di luna piena, soprattutto nel periodo invernale quando, alla luce della luna si aggiunge anche quella della neve.

## Ascensioni
Data la sua centralità nelle Piccole Dolomiti, di cui rappresenta il punto ad altitudine più bassa, è con il rifugio Cesare Battisti il luogo ideale di partenza per le escursioni verso il Gruppo della Carega, nonché delle ascese verso la Catena del Sengio Alto, sia di carattere turistico che alpinistico. Dal rifugio si accede in pochi minuti all'incombente parete del Sengio della Sisilla con le sue estreme vie di roccia tra cui:
- Via Soldà-Bertoldi, aperta nel 1932 è la prima via di VI della catena. Sviluppo 150 m, Difficoltà: VI+.
- Via Carlesso, altro capolavoro estremo di roccia aperto nel 1934 da Raffaele Carlesso. Sviluppo: 150 m, difficoltà: VI+ e 1 passo di VIII-.
- Direttissima Magrin-Perlotto, via molto difficile in artificiale che arriva in cima seguendo una linea retta tra la Soldà e la Carlesso. Sviluppo: 120 m, difficoltà: A2 e VI.
- Via Esperus: via sportiva che risale il fianco est dello spigolo della Sisilla, aperta nel 1987 da D. Trevisan e P. Randon. 120 m; VIII- o VI+ obbl.

Sulla medesima parete sono stati anche attrezzati numerosi itinerari sportivi di ogni difficoltà.
Seguendo la "strada del Re" in pochi minuti si è al cospetto del Baffelan e dei Tre Apostoli con impegnativi itinerari in roccia.
Tra la Sisilla ed il Baffelàn c'è la Falesia delle Due Sorelle su cui sono recentemente stati attrezzati itinerari sportivi. Qui ricordiamo:
- Camino Soldà: 40 m, III/IV
- Spigolo Soldà: 60 m, VII

Nella direzione opposta in circa 45 minuti seguendo le indicazioni per Boale dei Fondi si giunge all'anfiteatro del piazzale Sucai con le sue maestose guglie e al Fumante. Proseguendo lungo il canalone si giunge al rifugio Scalorbi.